# Кубок Англии по футболу 1899/1900
Кубок Англии 1899/1900 (англ. FA Cup 1899–1900) — 29-й розыгрыш старейшего кубкового футбольного турнира, Кубка Футбольной ассоциации, более известного как Кубок Англии, и последний розыгрыш этого турнира в XIX веке. Победителем стал клуб «Бери», обыгравший в финальном матче «Саутгемптон» со счётом 4:0.

## Календарь
| Раунд                            | Дата                      |
| -------------------------------- | ------------------------- |
| Предварительный раунд            | Суббота, 16 сентября 1899 |
| Первый квалификационный раунд    | Суббота, 30 сентября 1899 |
| Второй квалификационный раунд    | Суббота, 14 октября 1899  |
| Третий квалификационный раунд    | Суббота, 28 октября 1899  |
| Четвёртый квалификационный раунд | Суббота, 18 ноября 1899   |
| Пятый квалификационный раунд     | Суббота, 9 декабря 1899   |
| Первый раунд                     | Суббота, 27 января 1900   |
| Второй раунд                     | Суббота, 10 февраля 1900  |
| Третий раунд                     | Суббота, 24 февраля 1900  |
| Полуфиналы                       | Суббота, 24 марта 1900    |
| Финал                            | Суббота, 21 апреля 1900   |

## Первый раунд
В первом раунде сыграли 32 команды, включая 10 победителей пятого квалификационного раунда, а также 17 команд из Первого дивизиона, 2 команды из Второго дивизиона («Уэнсдей» и «Болтон Уондерерс») и 3 команды из Южной футбольной лиги («Саутгемптон», «Бристоль Сити» и «Тоттенхэм Хотспур»). «Глоссоп», выступавший в Первом дивизионе, а также оставшиеся команды Второго дивизиона играли в квалификационных раундах; из них в первый раунд вышли только «Гримсби Таун», «Уолсолл» и «Лестер Фосс». Также в этом раунде сыграли 7 клубов, не входивших в Футбольную лигу, но прошедших квалификационные раунды.
| №           | Хозяева                 | Счёт | Гости                   | Дата           |
| ----------- | ----------------------- | ---- | ----------------------- | -------------- |
| 1           | Джарроу                 | 0:2  | Миллуолл Атлетик        | 27 января 1900 |
| 2           | Бристоль Сити           | 2:1  | Стейлибридж Роверс      | 27 января 1900 |
| 3           | Бернли                  | 0:1  | Бери                    | 27 января 1900 |
| 4           | Престон Норт Энд        | 1:0  | Тоттенхэм Хотспур       | 27 января 1900 |
| 5           | Саутгемптон             | 3:0  | Эвертон                 | 27 января 1900 |
| 6           | Сток                    | 0:0  | Ливерпуль               | 27 января 1900 |
| Переигровка | Ливерпуль               | 1:0  | Сток                    | 1 февраля 1900 |
| 7           | Уолсолл                 | 1:1  | Вест Бромвич Альбион    | 27 января 1900 |
| Переигровка | Вест Бромвич Альбион    | 6:1  | Уолсолл                 | 1 февраля 1900 |
| 8           | Ноттс Каунти            | 6:0  | Чорли                   | 27 января 1900 |
| 9           | Ноттингем Форест        | 3:0  | Гримсби Таун            | 27 января 1900 |
| 10          | Уэнсдей                 | 1:0  | Болтон Уондерерс        | 27 января 1900 |
| 11          | Дерби Каунти            | 2:2  | Сандерленд              | 27 января 1900 |
| Переигровка | Сандерленд              | 3:0  | Дерби Каунти            | 31 января 1900 |
| 12          | Шеффилд Юнайтед         | 1:0  | Лестер Фосс             | 27 января 1900 |
| 13          | Ньюкасл Юнайтед         | 2:1  | Рединг                  | 27 января 1900 |
| 14          | Манчестер Сити          | 1:1  | Астон Вилла             | 27 января 1900 |
| Переигровка | Астон Вилла             | 3:0  | Манчестер Сити          | 31 января 1900 |
| 15          | Куинз Парк Рейнджерс    | 1:1  | Вулверхэмптон Уондерерс | 27 января 1900 |
| Переигровка | Вулверхэмптон Уондерерс | 0:1  | Куинз Парк Рейнджерс    | 31 января 1900 |
| 16          | Портсмут                | 0:0  | Блэкберн Роверс         | 27 января 1900 |
| Переигровка | Блэкберн Роверс         | 1:1  | Портсмут                | 1 февраля 1900 |
| Переигровка | Блэкберн Роверс         | 5:0  | Портсмут                | 5 февраля 1900 |

## Второй раунд
| №           | Хозяева              | Счёт | Гости                | Дата            |
| ----------- | -------------------- | ---- | -------------------- | --------------- |
| 1           | Ливерпуль            | 1:1  | Вест Бромвич Альбион | 17 февраля 1900 |
| Переигровка | Вест Бромвич Альбион | 2:1  | Ливерпуль            | 21 февраля 1900 |
| 2           | Престон Норт Энд     | 1:0  | Блэкберн Роверс      | 17 февраля 1900 |
| 3           | Саутгемптон          | 4:1  | Ньюкасл Юнайтед      | 17 февраля 1900 |
| 4           | Ноттс Каунти         | 0:0  | Бери                 | 10 февраля 1900 |
| Переигровка | Бери                 | 2:0  | Ноттс Каунти         | 14 февраля 1900 |
| 5           | Ноттингем Форест     | 3:0  | Сандерленд           | 10 февраля 1900 |
| 6           | Астон Вилла          | 5:1  | Бристоль Сити        | 10 февраля 1900 |
| 7           | Шеффилд Юнайтед      | 1:1  | Уэнсдей              | 17 февраля 1900 |
| Переигровка | Уэнсдей              | 0:2  | Шеффилд Юнайтед      | 19 февраля 1900 |
| 8           | Куинз Парк Рейнджерс | 0:2  | Миллуолл Атлетик     | 17 февраля 1900 |

Матч между «Саутгемптоном» и «Ньюкаслом» прошёл 10 февраля, но был отменён на 55-й минуте из-за сильного снегопада.

## Третий раунд
| №           | Хозяева          | Счёт | Гости                | Дата            |
| ----------- | ---------------- | ---- | -------------------- | --------------- |
| 1           | Престон Норт Энд | 0:0  | Ноттингем Форест     | 24 февраля 1900 |
| Переигровка | Ноттингем Форест | 1:0  | Престон Норт Энд     | 28 февраля 1900 |
| 2           | Саутгемптон      | 2:1  | Вест Бромвич Альбион | 24 февраля 1900 |
| 3           | Шеффилд Юнайтед  | 2:2  | Бери                 | 24 февраля 1900 |
| Переигровка | Бери             | 2:0  | Шеффилд Юнайтед      | 1 марта 1900    |
| 4           | Миллуолл Атлетик | 1:1  | Астон Вилла          | 24 февраля 1900 |
| Переигровка | Астон Вилла      | 0:0  | Миллуолл Атлетик     | 28 февраля 1900 |
| Переигровка | Миллуолл Атлетик | 2:1  | Астон Вилла          | 5 марта 1900    |

## Полуфиналы
| Бери | 1:1 | Ноттингем Форест |
| ---- | --- | ---------------- |
|      |     |                  |

| Саутгемптон | 0:0 | Миллуолл Атлетик |
| ----------- | --- | ---------------- |
|             |     |                  |

Переигровки
| Бери | 3:2 | Ноттингем Форест |
| ---- | --- | ---------------- |
|      |     |                  |

| Саутгемптон | 3:0 | Миллуолл Атлетик |
| ----------- | --- | ---------------- |
|             |     |                  |

## Финал
Финал прошёл 21 апреля 1900 года на лондонском стадионе «Кристал Пэлас». В нём «Бери» разгромил «Саутгемптон» со счётом 4:0.
| Бери                                 | 4:0 | Саутгемптон |
| ------------------------------------ | --- | ----------- |
| Маклаки 9′ 23′ · Вуд 16′ · Плант 80′ |     |             |

| Бери | Саутгемптон |